# Le ali del servo
Le ali del servo, intitolato anche Ivan il terribile (in russo Крылья холопа?, Kryl'ja cholopa) è un film muto del 1926 diretto da Jurij Tarič.

## Trama
La vicenda si svolge nel XVI secolo, durante il regno di Ivan IV di Russia, detto "Ivan il Terribile". Nikiška è un ingegnoso servo del boiaro Lupatov. Studiando il volo degli uccelli, Nikiška costruisce delle ali artigianali con le quali riesce a volare. Mostra la sua invenzione a Fima, una giovane serva di cui è innamorato. In quel mentre, l'orologio meccanico del boiaro Kurljatev, che vive nella proprietà confinante, si rompe, e l'uomo ordina la cattura di Nikiška, che viene trascinato di forza nella sua tenuta assieme alla donna amata, perché lo ripari. Kurljatev vede l'invenzione di Nikiška e la giudica diabolica, così tortura il servo e violenta Fima.
Lupatov presenta una petizione allo zar, nella quale denuncia il comportamento arbitrario di Kurljatev, e Ivan IV, che da tempo nutre del risentimento per il boiaro, manda i suoi opričniki a devastargli la casa. Nikiška e gli altri servi sono condotti al cospetto dello zar. Poiché Ivan è dedito anche alla produzione del lino, attività nella quale si utilizza un macchinario rottosi quel giorno stesso, si scopre che il solo Nikiška potrebbe sistemarlo. La zarina, Marija Temrjukovna, seconda moglie di Ivan, gli domanda cosa vorrebbe in cambio come compenso, e il servo chiede di poter costruire delle ali per il volo. Lo zar acconsente e, come divertimento per gli ambasciatori stranieri, ordina a Nikiška di organizzare un volo dimostrativo. Nikiška riesce a volare; ma l'esibizione inquieta lo zar, che ritiene il volo opera del demonio, e ordina di imprigionare l'inventore. La zarina, che è rimasta affascinata da Nikiška, organizza l'evasione del giovane e lo nasconde nella propria residenza. Venuto a conoscenza di questi fatti, Ivan si reca nella camera della zarina e la strangola; Nikiška viene ucciso mentre tenta di fuggire.

## Critica
In origine il film doveva essere la trasposizione del romanzo del 1862 Il principe Serèbrjanyj di Aleksej Tolstòj. 
Con il coinvolgimento di Viktor Šklovskij nella sceneggiatura, il ruolo di Ivan IV di Russia ("Ivan il Terribile") nella vicenda aumentò notevolmente. L'attore Leonid Leonidov dichiarò che «era impossibile interpretare un Ivàn che ringhia e uccide». Šklovskij ritenne perciò di collocare la vicenda dello zar «su uno sfondo aderente alla realtà». Nel film Ivan non è solo un despota crudele e sadico, ma anche un protocapitalista, industriale e commerciante di tessuti di lino. La sceneggiatura mostrava in ciò l'influenza della scuola storica di Michail Nikolaevič Pokrovskij nel sostenere che la principale forza trainante dello sviluppo storico fosse il capitale commerciale.